# Rhyacophila arefini
Rhyacophila arefini är en nattsländeart som beskrevs av Lukyanchenko 1993. Rhyacophila arefini ingår i släktet Rhyacophila och familjen rovnattsländor. Inga underarter finns listade i Catalogue of Life.